# Campanularia africana
Campanularia africana is een hydroïdpoliep uit de familie Campanulariidae. De poliep komt uit het geslacht Campanularia. Campanularia africana werd in 1923 voor het eerst wetenschappelijk beschreven door Stechow. 